# László Ferenczy
Pour les articles homonymes, voir Ferenczi.
László Ferenczy, né en 1898 à Felsővisó (en) et mort le 31 mai 1946 est un lieutenant colonel de la gendarmerie royale de Hongrie et membre de son « unité centrale de dé-judéisation » pendant la Seconde Guerre mondiale et la Shoah en Hongrie.
Entre mars 1940 et juillet 1942, Ferenczy participe à une unité qui cherche les Juifs ayant fui depuis la Slovaquie vers le Royaume de Hongrie. En mars 1944, le Troisième Reich envahit la Hongrie et, le 25 mars, Ferenczy est nommé officier de liaison entre la gendarmerie royale de Hongrie et le Sicherheitsdienst nazi ; il collabore donc étroitement avec Adolf Eichmann. Randolph Braham écrit que le bureau de Ferenczy se trouvait à proximité de celui d'Eichmann.
Pendant la Shoah en Hongrie au printemps et à l'été 1944, Ferenczy participe à la déportation de plus de 434 000 Juifs de Hongrie vers Auschwitz en Pologne occupée, où la majorité des victimes sont assassinées dans les chambres à gaz dès leur arrivée,. Quand Miklós Horthy, régent de Hongrie, ordonne l'arrêt des déportations en juillet, Ferenczy semble avoir changé de bord politique et prend contact avec le Comité d'aide et de sauvetage de Budapest, qui essayait de conclure un accord avec Eichmann pour mettre fin aux déportations. En octobre, quand Ferenc Szálasi, dirigeant du Parti des Croix fléchées, d'obédience nazie, devient premier ministre, Ferenczy est de nouveau affecté à la rafle et à la déportation des Juifs.
Après-guerre, László Ferenczy est traduit en justice en Hongrie et il exécuté par pendaison le 31 mai 1946.